# Pjetër Arbnori
Pjetër Arbnori (18 janvier 1935, Durrës - 8 juillet 2006, Naples) est un homme d'État albanais, surnommé le « Mandela des Balkans » en raison de ses 28 ans d'internement dans un goulag albanais.

## Œuvres
- Nga jeta në burgjet komuniste (in Leben in den kommunistischen Gefängnissen, Erlebnisbericht, and in Deutsch erschienen 1992)
- Kur dynden vikingët (Tales, 1993)
- Mugujt e mesjetës (Novel, 1993)
- Bukuroshja me hijen (Tales, 1994)
- Lettre de prison (1995)
- E bardha dhe e zeza (Novel, 1995)
- E panjohura – Vdekja e Gebelsit  (Tales, 1996)
- Shtëpia e mbetur përgjysmë (Novel, published in 1997, written during 10 years in prison)
- Vorbulla (Novel, 1997)
- Brajtoni, një vetëtimë e largët (Novel, 2000)
- Martiret e rinj në Shqiperi. 10300 ditë e net në burgjet komuniste (2004)